# 大克勒什區

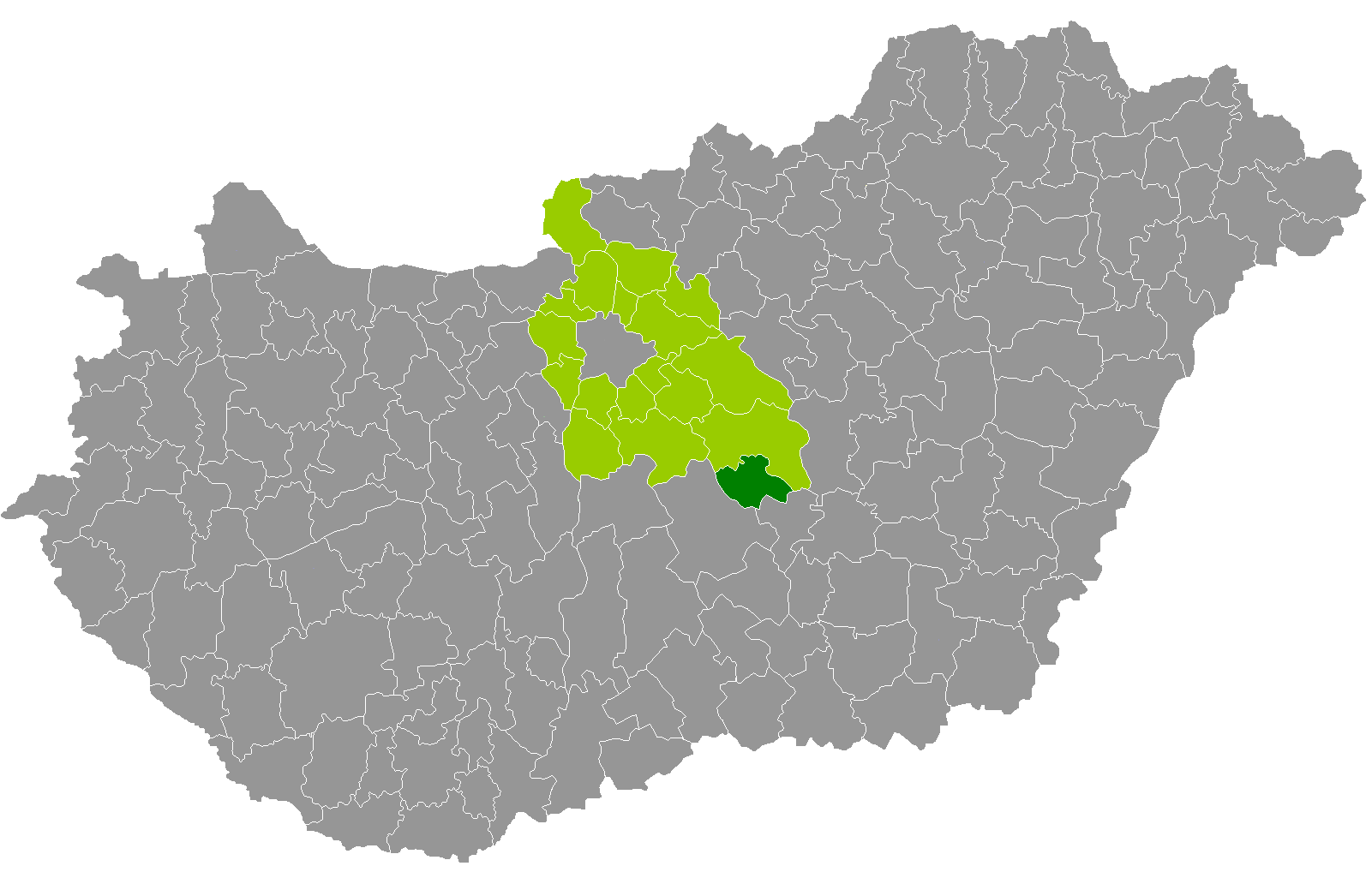

大克勒什區（匈牙利語：Nagykőrösi járás），是匈牙利的一個區，位於該國北部，由佩斯州負責管轄，首府設於大克勒什，面積349平方公里，2011年人口27,977，人口密度每平方公里80人。

## 市镇
大克勒什區包含一个城镇和两个村庄。